# Lijst van rivieren in Nicaragua

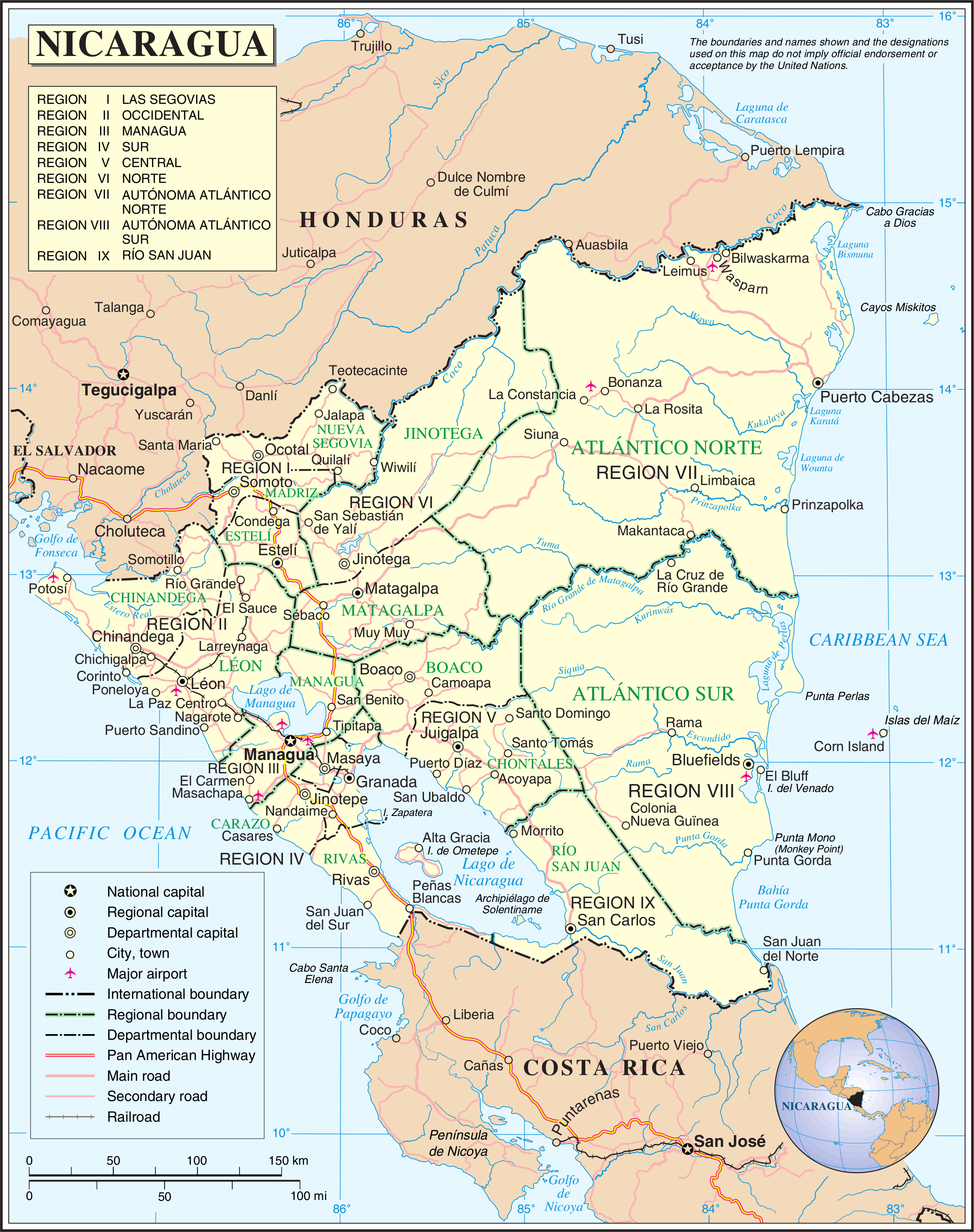
Kaart van Nicaragua.

Dit is een lijst van rivieren in Nicaragua. De rivieren in deze lijst zijn geordend naar drainagebekken en de opeenvolgende zijrivieren zijn ingesprongen weergegeven onder de naam van elke hoofdrivier.

## Rivieren naar drainagebekken
Deze lijst is van noord naar zuid gerangschikt.

### Caribische Zee
- Coco
  - Waspuk
  - Lakus
  - Bocay
    - Amaka

  - El Jícaro
  - Estelí
- Ulang
- Wawa
  - Likus
- Kukalaya
- Layasiksa
- Prinzapolka
  - Bambana
  - Yaoya
  - Uli
  - Wani
- Río Grande de Matagalpa
  - Tuma
    - Iyás
    - Yaosca

  - Murra
  - Olama
- Kurinwás
- Wawasang
- Escondido
  - Kama
  - Mahogany
  - Rama
    - Plata

  - Mico
  - Siquia
- Kukra
- Punta Gorda
- Maíz
- Indio
- San Juan
  - Sábalos
  - Nicaraguameer
    - Tule
    - Canastro
    - Tepenaguasapa
    - Oyate
    - Ojocuapa
      - Acoyapa

    - Mayales 
      - Cuisalá

    - Malacatoya
    - Tipitapa
      - Managuameer
        - Viejo
        - Sinecapa

    - Ochomogo
    - Sapoá
    - Niño
    - Papaturro
    - Zapote
    - Frío

### Stille Oceaan
- Negro
- Posoltega
- Télica
- Chiquito
- Tamarindo
- Soledad
- El Carmen
- San Diego
- Citalapa
- Montelimar
- Masachapa
- Tecolapa
- El Tular
- Tepano
- Casares
- Tecomapa
- Acayo
- Escalante
- Nagualapa
- El Limón
- Murciélago
- Brito
- San Juan del Sur
- Escameca
- El Naranjo